# بونزي (أسطورة)

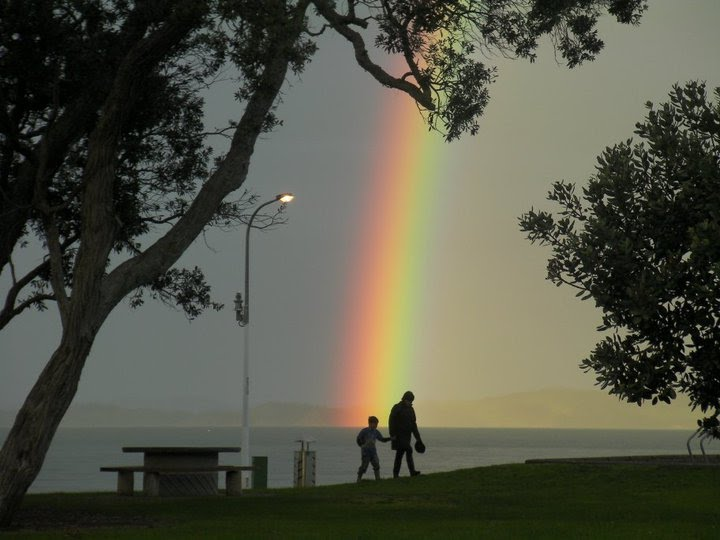
بونزي الثعبان متعدد الألوان التي تستنزل المطر تظهر في رمزها وهو قوس قزح.

بونزي، في أساطير كونغو، هي إلهة المطر. هي ابنة مبوز، الأم العظيمة.

## الوصف
تظهر بونزي على أنها ثعبان متعدد الألوان، وتكافئ أولئك الذين يعبدونها بحصاد وفير.
اتخذت مبوز (الأم) ابنها، ماكانغا، كعشيق لها وأنجبت بونزي. وعندما رأى كويتيكوتي زوج مبوز بأنها أنجبت ثعبانًا، علم أنها لم تكن مخلصة له، فقتلها. فاستحوذت بونزي على قوة والدتها في استنزال المطر.
ووفقًا للأسطورة، عندما يظهر قوس قزح في السماء، فهذه هي بونزي. في بعض الأحيان يمكن رؤيتها أيضًا في مياه النهر المتدفقة عند غروب الشمس.
وبونزي مونس، وهو جبل على كوكب الزهرة، سمي على اسم الإلهة.